# Magyar Gárda

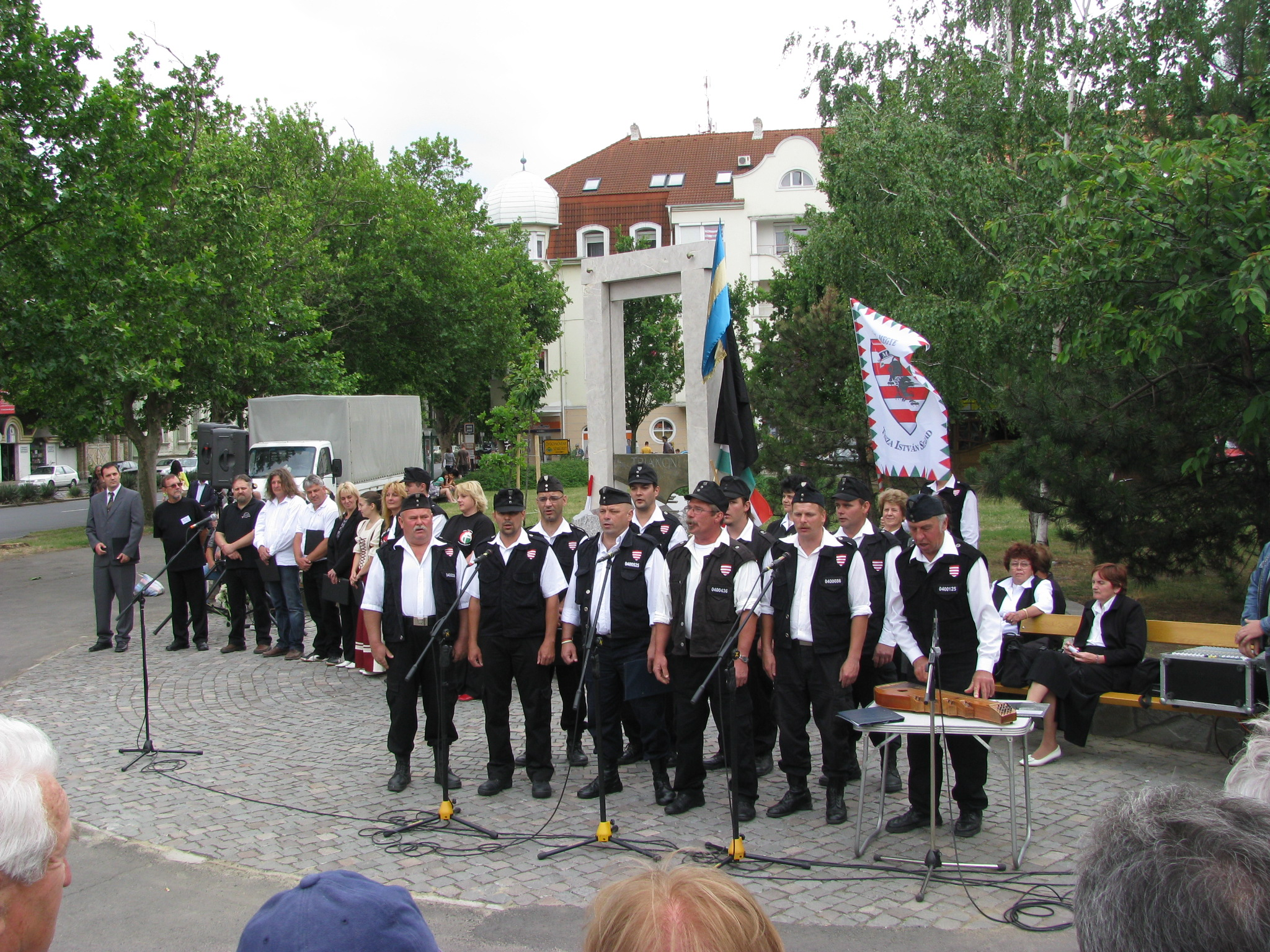
Mitglieder der Magyar Gárda in der typischen Uniform in Békéscsaba

Die Magyar Gárda („Ungarische Garde“) ist eine rechtsextreme, paramilitärisch organisierte Vereinigung in Ungarn. Der Trägerverein wurde am 25. August 2007 aus der Partei Jobbik heraus von deren Vorsitzenden Gábor Vona gegründet. Die Gründung erfolgte durch einen Fahneneid auf der Budaer Burg in Budapest. Nach ihrem Verbot im Jahr 2009 gründete sich die Garde kurz darauf erneut unter dem Namen „Neue Ungarische Garde“. 

## Einordnung
Die Magyar Gárda wird aufgrund ihrer ideologischen Ausrichtung im In- und Ausland als rechtsextrem, antisemitisch, neofaschistisch und antiziganistisch kritisiert.
Laut Selbstverständnis betreibt die Garde die Selbstverteidigung der „physisch, seelisch und geistig wehrlosen ungarischen Nation“. Damit sei sie, so Vona, nicht gegen jemanden, sondern für etwas gegründet worden.

## Aktivitäten

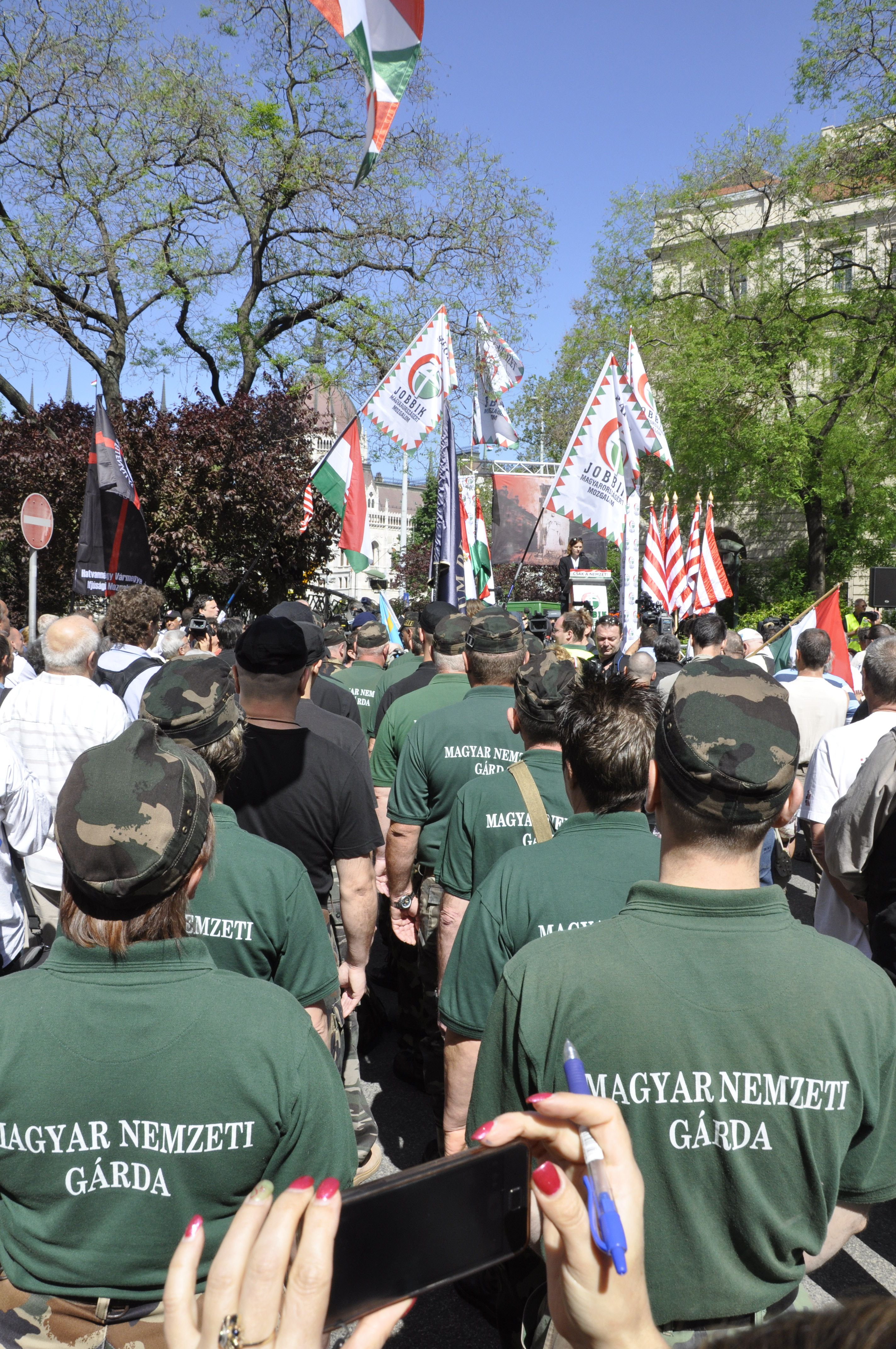
Mitglieder der Neuen Ungarischen Garde bei einer Demonstration der Jobbik-Partei gegen die Vollversammlung des Jüdischen Weltkongresses in Budapest im Mai 2013

Die Gruppierung ist gegliedert in die politische Bewegung (Magyar Gárda Mozgalom) und in den „Trägerverein Ungarische Garde – brauchtumsbewahrender Kulturverein“ (Magyar Gárda Hagyományőrző és Kulturális Egyesület).
Die uniformierten Angehörigen der Bewegung veranstalteten Aufmärsche auf öffentlichen Plätzen. Ihr Erscheinungsbild erinnert dabei an das der Pfeilkreuzler, die vom 16. Oktober 1944 bis zum 28. März 1945 eine nationalsozialistische Regierung bildete, unter der mehrere zehntausend Menschen ermordet wurden. 
Seit spätestens 2010 ist die Garde auch in Rumänien und in Form verschiedener Splittergruppen aktiv.

## Verbot und Neugründung
Am 16. Dezember 2008 wurde der Trägerverein der Ungarischen Garde, nach einem fast ein Jahr dauernden Prozess, vom Budapester Stadtgericht aufgelöst, weil sie mit ihren Aufmärschen und Veranstaltungen die menschliche Würde der Roma und anderer Minderheiten verletzte (siehe Minderheitenschutz).
Das Urteil wurde am 2. Juli 2009 in zweiter Instanz bestätigt. Das Tragen der Uniform in der Öffentlichkeit kann seither mit einer Geldstrafe von bis zu 50.000 Forint (ca. 178 EUR) bestraft werden.
Der Gründer der „Ungarischen Garde“ erhob gegen das Verbot eine Beschwerde beim Europäischen Gerichtshof für Menschenrechte (EGMR) in Straßburg. Dabei berief er sich auf die in Artikel 11 der Europäischen Menschenrechtskonvention (EMRK) garantierte Vereinigungsfreiheit. Der EGMR entschied über die Beschwerde durch Urteil vom 9. Juli 2013 und stellte fest, dass das Verbot der „Ungarischen Garde“ mit der EMRK in Einklang stehe. Der Eingriff in die Vereinigungsfreiheit sei gerechtfertigt, da das einschüchternde paramilitärische Auftreten über die bloße Äußerung einer politischen Meinung hinausgehe.
Nach dem Verbot formierte sich die Gruppierung als Új Magyar Gárda („Neue Ungarische Garde“) neu.